# Chamaesphecia masariformis
Chamaesphecia masariformis is een vlinder uit de familie wespvlinders (Sesiidae), onderfamilie Sesiinae.
De wetenschappelijke naam van de soort is voor het eerst geldig gepubliceerd door Ochsenheimer in 1808. De soort komt voor in het Palearctisch gebied.